# Helluodema
Helluodema is een geslacht van kevers uit de familie van de loopkevers (Carabidae). De wetenschappelijke naam van het geslacht is voor het eerst geldig gepubliceerd in 1867 door Castelnau.

## Soorten
Het geslacht Helluodema omvat de volgende soorten:
- Helluodema brunneum Sloane, 1917
- Helluodema unicolor (Hope, 1842)